# 박진영의 파티피플
《박진영의 파티피플》은 2017년 7월 22일부터 2017년 10월 21일까지 SBS TV에서 방영된 음악 프로그램이다.

## 출연자

### 진행
- 박진영

### 게스트
| 회차 | 방송일           | 게스트                                    |
| ---- | ---------------- | ----------------------------------------- |
| 1회  | 2017년 7월 22일  | 이효리, 염정아                            |
| 2회  | 2017년 7월 29일  | 에이핑크, 헤이즈                          |
| 3회  | 2017년 8월 5일   | 김태우, 어반자카파                        |
| 4회  | 2017년 8월 12일  | 블랙핑크, 정용화                          |
| 5회  | 2017년 8월 19일  | 이하이, 백아연, 장미여관                  |
| 6회  | 2017년 8월 26일  | 컬투, 위너                                |
| 7회  | 2017년 9월 2일   | 유연석, 오만석, 박해미                    |
| 8회  | 2017년 9월 16일  | 윤종신, 헨리, 하림, 써니, 조정치, 에디 킴 |
| 9회  | 2017년 9월 23일  | 김완선, 바다, 선미, 백지영&거미(1부)      |
| 10회 | 2017년 9월 30일  | 백지영&거미(2부), EXO                     |
| 11회 | 2017년 10월 14일 | 수지                                      |
| 12회 | 2017년 10월 21일 | 마마무, B1A4                              |

## 일부지역 자체방송
- TJB - 테마스페셜
- UBC - 열린예술무대 뒤란

## 결방
- 2017년 9월 9일 - 판타스틱 듀오 2기 재방송 편성
- 2017년 10월 7일 - 10시 55분부터 축구 국가대표 평가전 <한국 VS 러시아> 중계 편성으로 앞시간대 프로그램 그것이 알고싶다와 동시 결방[1]

## 같이 보기
- 헤드라이너
- DJ쇼 트라이앵글